# Jean-Pierre Vizio
Jean-Pierre Vizio est un gardien international suisse de rink hockey né le 15 janvier 1992. Il évolue, en 2024, au sein du RSC Uttigen.

## Palmarès
En 2015, il participe au championnat du monde de rink hockey en France.